# Cupaniopsis subfalcata
Cupaniopsis subfalcata är en kinesträdsväxtart som beskrevs av F. Adema. Cupaniopsis subfalcata ingår i släktet Cupaniopsis och familjen kinesträdsväxter. Inga underarter finns listade i Catalogue of Life.